# Clásica de Almería 1998
La Clásica de Almería 1998, tredicesima edizione della corsa, si disputò il 1º marzo 1998 su un percorso di 188 km. Fu vinta dall'italiano Mario Traversoni, che terminò in 4h48'07". La gara era classificata di categoria 1.4 nel calendario dell'UCI.

## Ordine d'arrivo (Top 10)
| Pos. | Corridore                | Squadra        | Tempo    |
| ---- | ------------------------ | -------------- | -------- |
| 1    | Mario Traversoni         | Mercatone Uno  | 4h48'07" |
| 2    | Francesco Arazzi         | Ros Mary       | s.t.     |
| 3    | Óscar Freire             | Vitalicio Seg. | s.t.     |
| 4    | Marcel Wüst              | Festina        | s.t.     |
| 5    | Dmitrij Konyšev          | Mercatone Uno  | s.t.     |
| 6    | Marcus Zberg             | Post Swiss     | s.t.     |
| 7    | Ángel Edo                | Kelme          | s.t.     |
| 8    | Miguel Martín Perdiguero | Kelme          | s.t.     |
| 9    | Massimo Strazzer         | Cantina Tollo  | s.t.     |
| 10   | Kiko García              | ONCE           | s.t.     |